# Pfinz

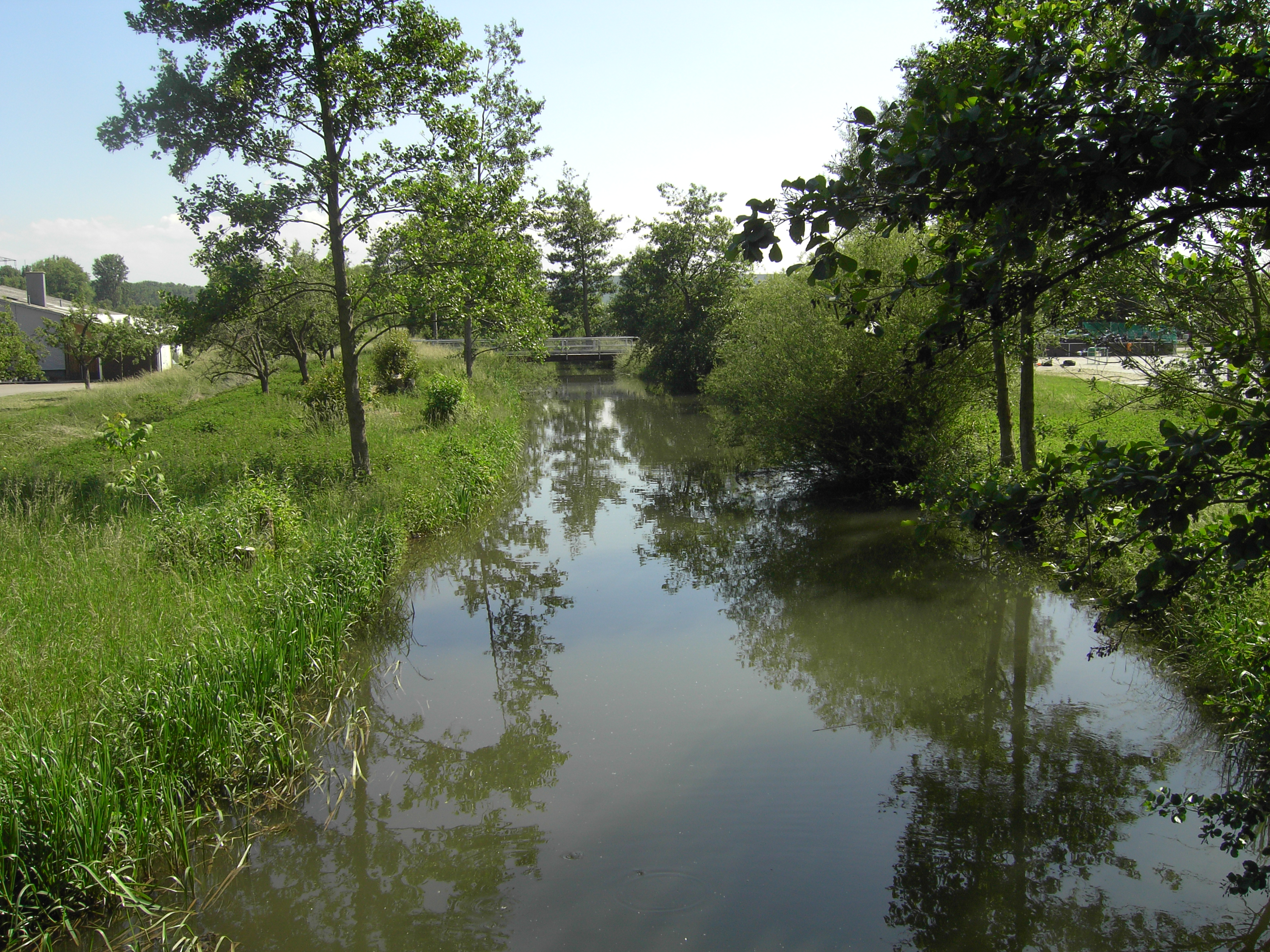
Pfinz

Pfinz este un afluent al râului Rin, situat în Baden-Württemberg, Germania. Izvorul lui se află lângă Straubenhardt, la altitudinea de 317 m. Cursul lui are o lungime de 60,1 km, cu o diferență de altitudine de 222 m, Pfinz se varsă în Rin la Dettenheim.

Afluenți
Heglach
Localități traversate
Straubenhardt, Grötzingen, Karlsruhe, Dettenheim